# Brian Cowen
Brian Cowen (Iers: Brian Ó Comhain, Tullamore, 10 januari 1960) is een Iers politicus en was Taoiseach (minister-president) van Ierland van 7 mei 2008 tot 9 maart 2011. Hij volgde op 7 mei 2008 Bertie Ahern op, en werd zelf opgevolgd door Enda Kenny. Cowen is lid van de partij Fianna Fáil, en was de partijleider tussen 2008 en 2011.
Cowen is sinds 1984 lid van het Dáil Éireann, het Lagerhuis van het Iers parlement (Oireachtas). Vanaf 1992 bezette Cowen diverse ministersposten inclusief die van buitenlandse zaken en financiën. Voor zijn aantreden als minister-president was hij tevens bijna een jaar lang de viceminister-president.
Op 22 januari 2011 kondigde Cowen aan dat hij opstapt als voorzitter van Fianna Fáil. Zijn positie kwam onder druk door de financiële crisis in zijn land. Hij kwam ook niet meer op als kandidaat-premier bij de verkiezingen op 25 februari, die door zijn partij werden verloren.

## Loopbaan
- 1984-2011 lid van de Dáil Éireann, het Ierse lagerhuis
- 1984-1992 lid van de Offaly County Council, het parlement van County Offaly dat zetelt in Tullamore. Ook zijn vader Bernard Cowen (1932-1984) als zijn grootvader Christopher Cowen zaten in deze raad, respectievelijk van 1932 tot 1967 en van 1967 tot 1984.
- 1992-1993 minister van Werk
- 1993-1993 minister van Energie
- 1993-1994 minister van Transport, Energie en Communicatie
- 1997-2000 minister van Gezondheid en Jeugd
- 2000-2004 minister van Buitenlandse Zaken
- 2004-2008 minister van Financiën
- 2007-2008 viceminister-president
- 2010-2010 minister van Defensie
- 2008-2011 leider van de partij Fianna Fáil
- 2008-2011 minister-president

- Gemeinsame Normdatei: 140232346
- International Standard Name Identifier: 0000 0000 2797 2206
- Library of Congress Control Number: n00100401
- Nationale Bibliotheek van Polen: a0000003306924
- Parlement.com: vhyzn0tz2szk
- Virtual International Authority File: 3710860
- WorldCat: E39PBJkXBMf3HhT836YVkWJCcP